# 麥克倫南山
麥克倫南山是南極洲的山峰，位於恩德比地，屬於斯科特山脈的一部分，處於霍華德山以南7公里，該山峰在1956年由澳大利亞探險隊發現。
67°12′S 51°5′E / 67.200°S 51.083°E